# Trzydnik Duży
Trzydnik Duży – wieś w Polsce położona w województwie lubelskim, w powiecie kraśnickim, w gminie Trzydnik Duży.
| SIMC    | Nazwa        | Rodzaj    |
| ------- | ------------ | --------- |
| 0808825 | Dębiszczyzna | część wsi |

W latach 1975–1998 miejscowość administracyjnie należała do województwa tarnobrzeskiego.
Miejscowość jest siedzibą gminy Trzydnik Duży. Częścią miejscowości jest Dębiszczyzna.
Wieś stanowi sołectwo gminy Trzydnik Duży. Według Narodowego Spisu Powszechnego (III 2011 r.) wieś liczyła 365 mieszkańców.